# Илинден (Букурещ)
„Илинден“ е списание, издавано на български (Егейска македонска литературна норма), излизало от 1952 до 1955 година и създаден от емиграцията от Егейска Македония в Румъния.
Илинден е второто списание на македонската емиграция в Румъния. Орган е на Централния комитет на политемигрантската организация „Илинден“ около Ставро Кочев, Стерьо Дачов и Георги Неделков, която следва политиката на Гръцката комунистическа партия. Излиза на 14 страници във формат 16,5 x 25,5 cm. Разпространява се и в останалите страни от Източния блок, в които има значителен брой македонци от Егейска Македония.